# Plaza de Manises
El conjunto urbano actualmente conocido como plaza de Manises (en valenciano plaça de Manises) engloba dos enclaves de singular importancia en el desarrollo histórico de Valencia (España), desde que en 1952 se concluyera de forma definitiva el Palacio de la Generalitat. Dichos espacios, plazas de San Bartolomé y de Manises, constituían el lugar de encuentro de dos de las principales arterias urbanas (Serranos y Caballeros) que enlazaban la Plaza de la Seu con las Torres de Serranos y de Cuarte, es decir el centro cívico con los accesos norte y oeste de la ciudad.

## Historia
Desde la época romana y hasta la segunda mitad del siglo XIX, en la que el ayuntamiento sería trasladado a su actual emplazamiento, el centro administrativo y religioso había venido localizándose en los alrededores de la citada Plaza de la Seu, hoy de la Mare de Deu. En torno a ella se fueron instalando las nuevas instituciones y clases sociales que detentaban los poderes político y económico, en un proceso de localización sectorial y de creación de un marco funcional y simbólico donde materializar su propia hegemonía política y social.
Dentro de esta monopolística apropiación de las áreas centrales de la ciudad algunas de estas nuevas instituciones (Casa de la Ciudad-Ayuntamiento, Generalidad-Audiencia, Baylia, Parroquia de San Bartolomé, Cofradía de S. Jaime...) y casas señoriales (palacio de Jaime I, casa de los señores de Manises,...) habían venido completando manzanas y definiendo espacios urbanos en el entorno próximo al arranque de la calle Caballeros desde la Plaza. Dos de estas aperturas en la trama viaria de ascendencia musulmana, San Bartolomé y Manises, posibilitarían la existencia de la actual plaza.
La actual Plaza de Manises ha dejado de ser elemento de cruce para convertirse en ensanchamiento intermedio del eje de acceso desde la parte norte de la ciudad al centro mercantil y comercial. El carácter de lugar de relación, visiblemente deteriorado tras su utilización como aparcamiento, puede volver a rescatarlo para lo cual es importante que recupere su contenido residencial. La pérdida de impresión de espacio cerrado, tan solo mantenida desde los accesos de Baylia y Convento de la Puridad, y el proceso regularizador a que ha estado sometido ha acusado la percepción de la extremada variedad de las arquitecturas que alberga, poniendo de manifiesto que la búsqueda de nuevos estilos en la segunda mitad de los siglos XIX y XX llegaron a reducirse, casi exclusivamente, al descubrimiento de unos elementos decorativos y de unas pautas para su composición.

## Edificios y elementos

### Palacio de la Generalitat
Edificio de planta cuadrangular levantado sobre manzana exenta que se completa en su fachada oriental, la más antigua y próxima a la Plaza de la Mare de Deu, con un jardín cerrado realizado en 1868 en el solar resultante del derribo de la antigua Casa de la Ciudad. Comenzado en 1481 para albergar la Generalitat (Diputación permanente y autónoma del Reino de Valencia) durante muchos siglos tan solo contó con parte del cuerpo central y con el torreón este, no concluyéndose de forma definitiva hasta 1952.

### Palacio de la Baylía

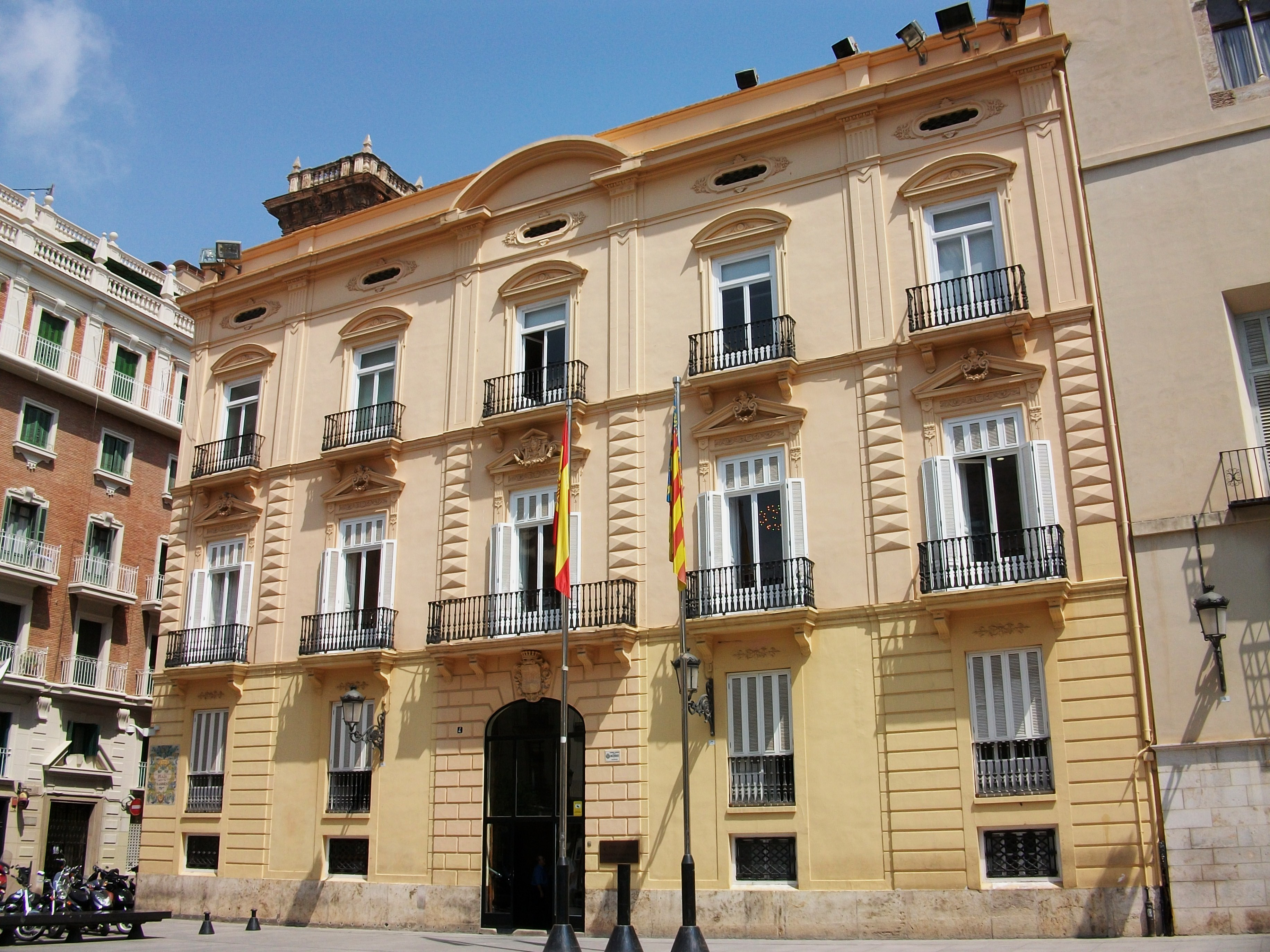
Palacio de la Baylía

Edificación palaciega con fachada principal recayente a la plaza de Manises y secundarias a las calles de Serranos y Samaniego.

### Palacio del Marqués de la Scala

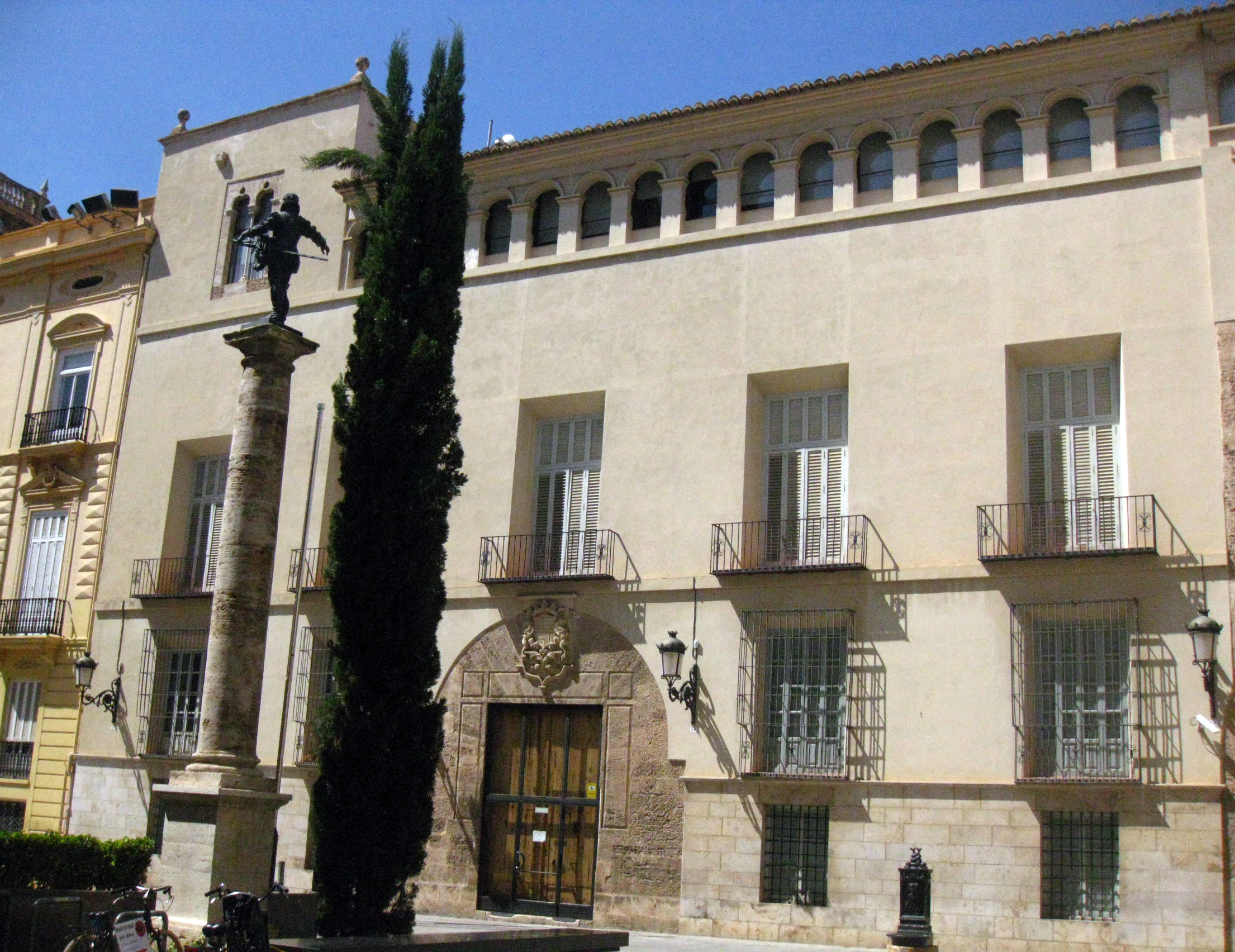
Palacio del Marqués de la Scala

Esta casa de los Boil, marqueses de la Scala y señores de Manises, da nombre a la plaza donde se encuentra y engloba en la actualidad dos edificaciones de distintas épocas: una del siglo XVI colindante en época posterior junto al convento de la Puridad y S. Jaime (antiguamente palacio de Jaime I y más tarde casa y capilla de la Cofradía de San Jaime), situado en la calle de igual denominación. Ambos edificios constan de planta baja, entresuelo, planta noble y andana o galería de arquillos.

### Casa de los Vallier
Edificación semipalaciega de carácter residencial-burgués situada sobre solar prácticamente cuadrangular, con fachada principal recayente a la plaza de Manises y secundarias a las calles Baylía y Convento de la Puridad. Su edificación se inició en 1883.

### Torre de San Bartolomé

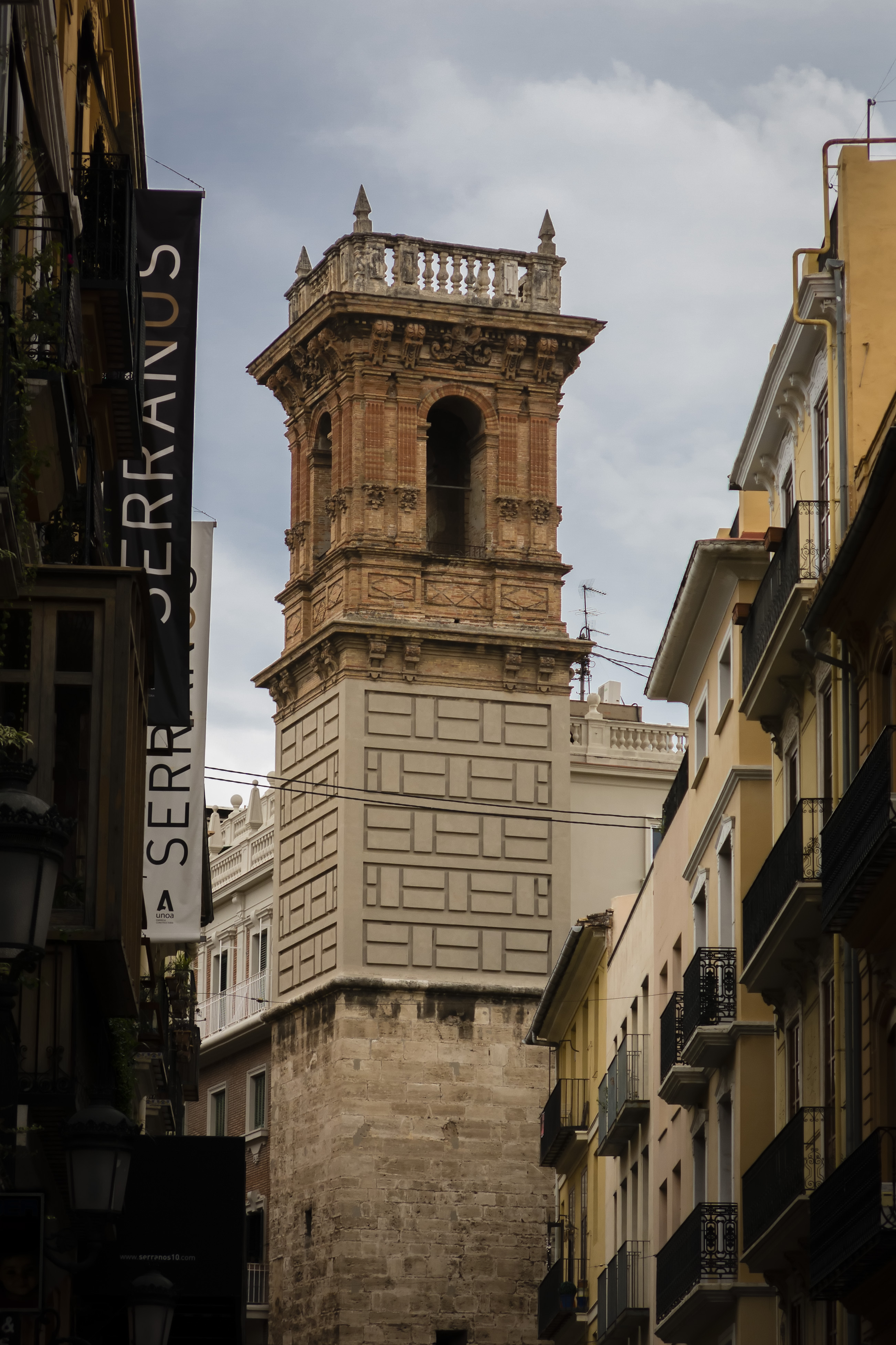
Torre de San Bartolomé

Constituye el único resto permanente de la antigua iglesia-parroquial de San Bartolomé, que hasta su demolición en 1944 había definido la fachada oeste de la plaza del mismo nombre. En la actualidad, fuera ya del límite del conjunto histórico-artístico, está adosado al edificio neo-casticista levantado en 1954 según diseños del arquitecto J. Goerlich, y no presenta un uso aparente. Es una torre de planta cuadrada, concebida como telón de fondo del paramento sur de la calle de Serranos, con tres cuerpos diferenciados mediante impostas molduradas. Sobre el tercero, el campanario propiamente dicho, se sitúa la espadaña de coronamiento que está parcialmente destruida.

### Monumento central
Elemento ornamental situado en el interior de la actual plaza y realizado en homenaje a la Raza Española. Un pequeño jardín enverjado define el escenario cuadrangular que alberga un reciente pedestal de piedra del que emerge una esbelta columna dórica (procedente del antiguo Hospital Provincial) al final de la cual se encuentra la estatua de bronce (talla del escultor Pío Mollar Franch) que representa al conquistador Francisco de Pizarro. 
El conjunto, diseñado por el arquitecto municipal Emilio Rieta, fue inaugurado el 14 de julio de 1969.